# Сорокин, Филофей Фёдорович
Филофей Федорович Сорокин (15 (26) сентября 1811, село Смородниково, Солигаличского уезда, Костромской губернии — дата смерти неизвестна) — русский крепостной живописец.

## Биография
Филофей Сорокин, сын Федора Сорокина, дворового человека князя Л. В. Шелешпанского, рано осиротел и жил в семье крестной матери. Учился у дьячка арифметике и письму, проявлял способности к рисованию и в двенадцать лет был отдан в обучение к художнику Ф. Ф. Алферову, не закончившему Академии художеств. Более десяти лет Сорокин служил в имении Шелешпанского «домашним художником»: писал портреты, пейзажи, натюрморты, расписывал комнаты барского дома и княжескую усыпальницу, принимал участие в оформлении праздников, а также делал все, что прикажут, включая покраску крыш. После 1839 года Филофей Сорокин за пьянство и неповиновение барину был сослан на работы в солигаличские солеварни. Дальнейшие сведения о нем отсутствуют, но нетрудно догадаться, что отправлен он был на погибель.
Оригинальные работы Сорокина не сохранились, известны они по фотографиям А. П. Дитриха.

## История открытия художника
Анатолий Павлович Дитрих, молодой сотрудник журнала «Старые годы», фотограф, летом 1914 года был отправлен в Солигаличский уезд Костромской губернии с редакционным заданием: собрать материалы для статьи о старой усадьбе князей Шелешпанских, в то время еще существовавшей. В усадьбе он обнаружил старые бумаги, рисунки, холсты, застал нетронутыми росписи гостиной и усыпальницы. Живопись и росписи принадлежали руке одного художника. Разбирая бумаги, читая и делая выписки из дневника управляющего имением, фотографируя документы, рисунки и живопись, Дитрих по крупице собирал материалы о жизни Сорокина. 
А. П. Дитрих погиб в гражданскую войну, а его рукопись и фотографии, привезенные из Костромской командировки, сохранились в семье математика и физика, профессора Технологического института  Павла Степановича Радецкого. Очень вероятно, Дитрих был его студентом или учился у него фотоделу, которым тот занимался профессионально. 
Сегодня трудно говорить о том, какое место мог бы занять Филофей Сорокин в русском искусстве XIX века, если бы сохранились подлинники этого оригинального, талантливого и трогательно наивного живописца, мастерски писавшего портреты окрестных купцов, мещан и помещиков и использовавшего моделями для изображения античных богов и богинь дворовых мужиков и девок. Однако многие петербургские художники и искусствоведы, познакомившиеся с материалами А. П. Дитриха, согласились с его оценкой вековой давности:
«Сохранилось не так уж много имен крепостных живописцев, еще менее известны их произведения и судьбы. Вряд ли я ошибаюсь: здесь художник не без навыков, по-моему, интересный…»

## Творчество

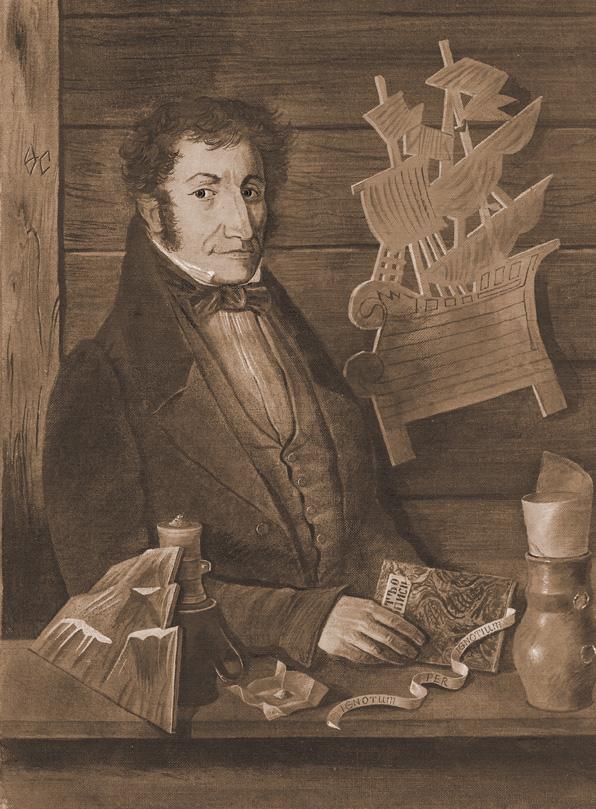
Портрет Осипа Варфоломеевича (Джузеппе Бартоломео) Маратти. Холст, масло
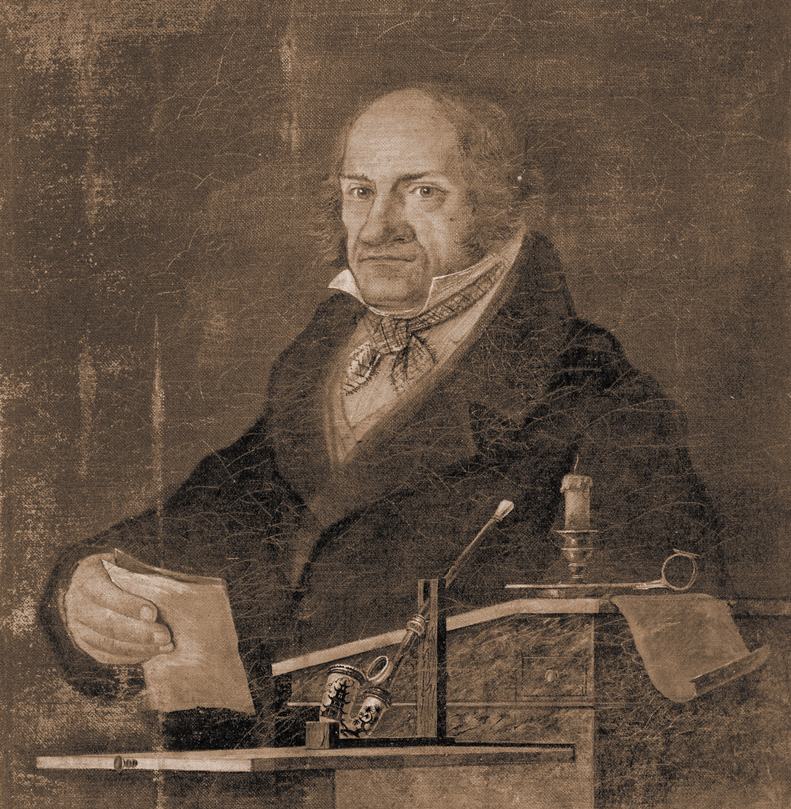
Портрет Карла Ивановича Майера. Холст, масло
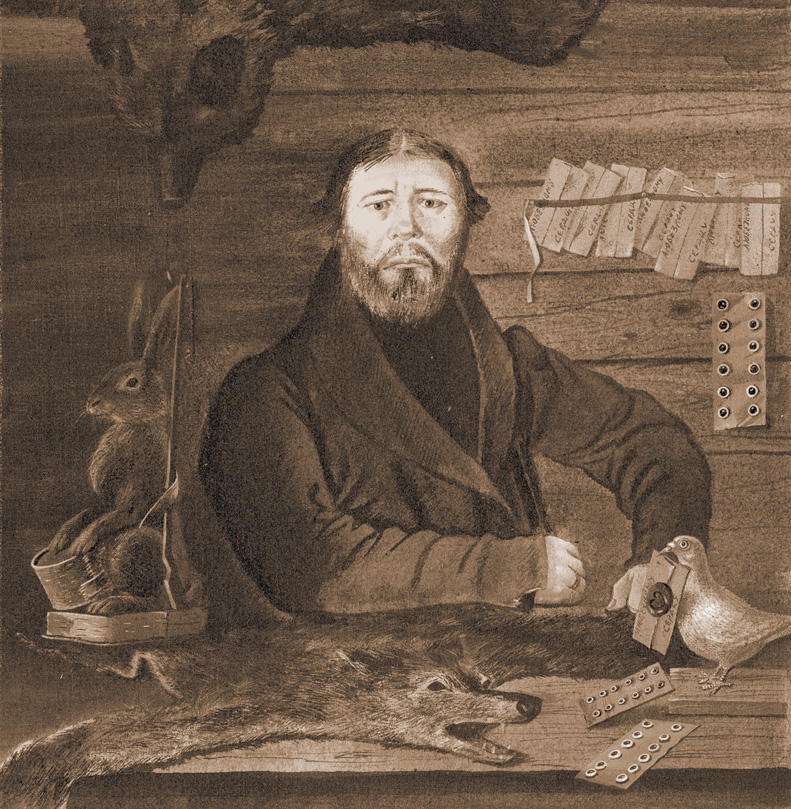
Портрет чучельника. Холст, масло
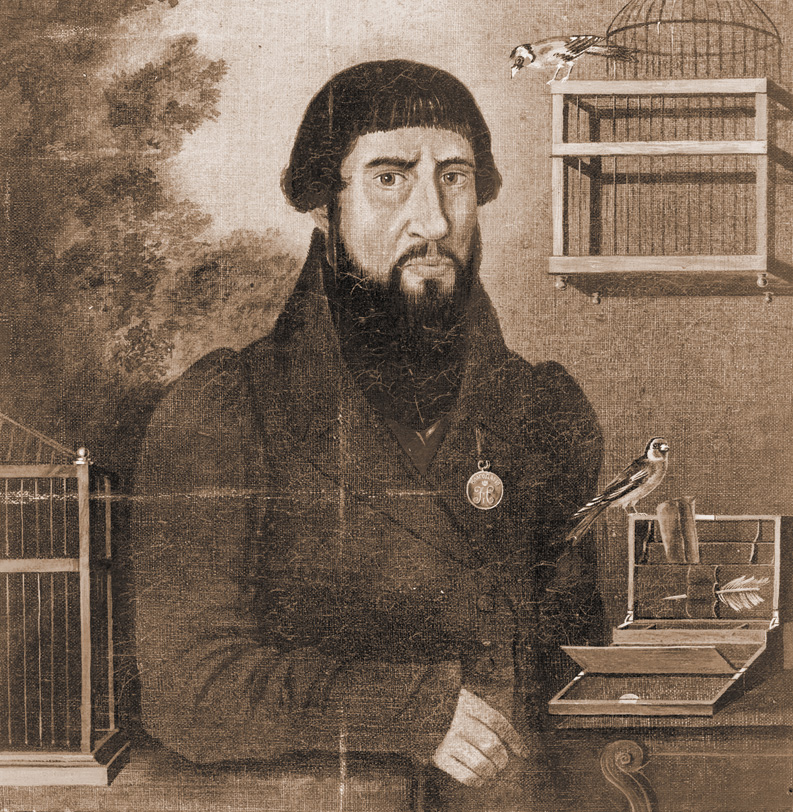
Портрет Чухломского купца Зиновьева. Холст,масло
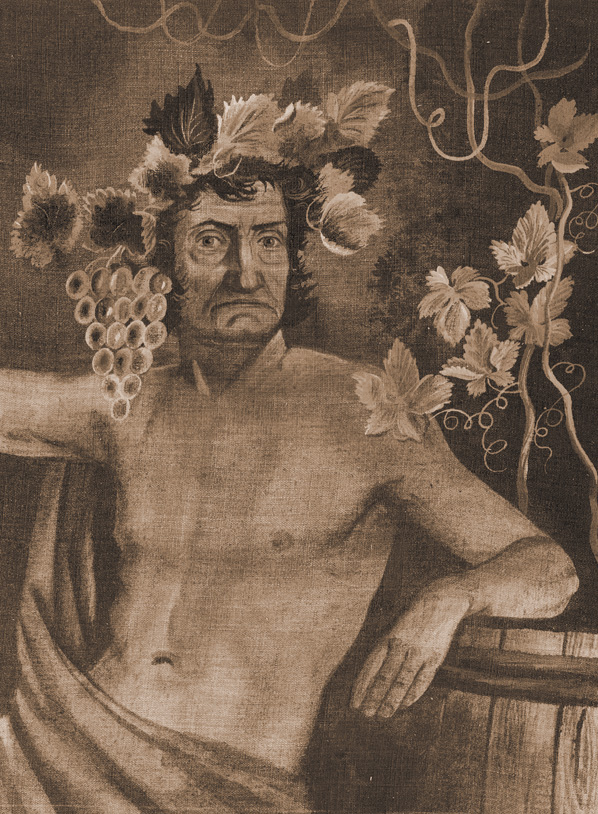
Князь Шелешпанский в образе Диониса из античной гостиной. Холст, клеевые краски
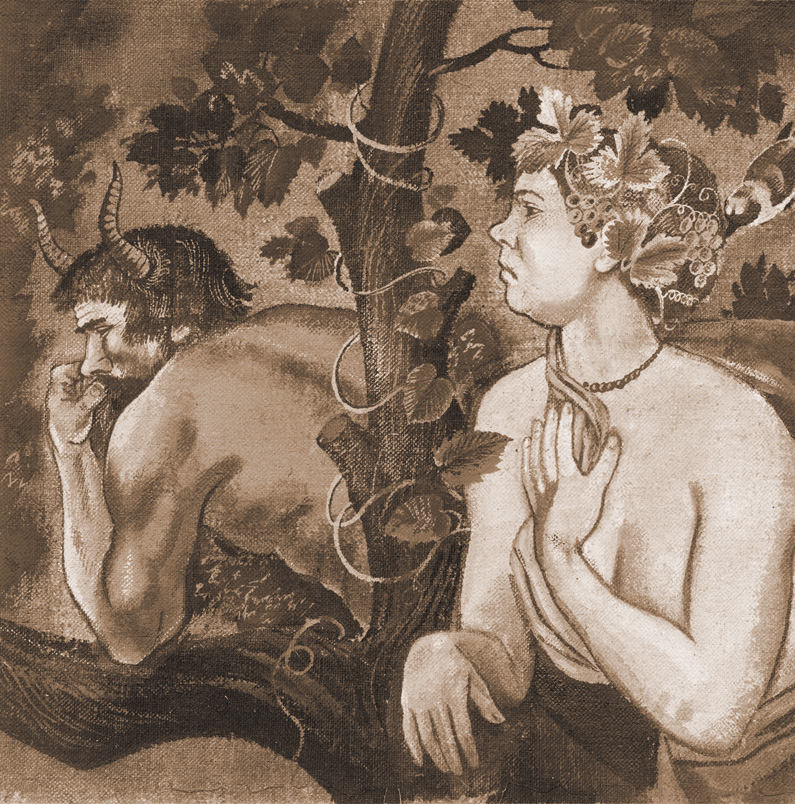
Фавн и вакханка. Роспись из античной гостиной. Холст, клеевые краски

## Публикации
- Журнал «Наше наследие»  № 78-80. 2006. Елена Матвеева, Александр Аземша. Взгляд из минувшего. История Филофея Сорокина, крепостного живописца.
- Эффект Патерсена. Спб, «Царское село», 2006
- Эффект Патерсена. Жизнь крепостного художника Филофея Сорокина в дневниках и документах. М., «Зелёная лампа», 2013
- Журнал «Среди коллекционеров». № 1-2 (12-13), 2014